# RTV (Uruguay)
RTV es un canal de televisión por suscripción uruguayo propiedad del Diario La República. Actualmente, su programación es una mezcla de programas de la cadena venezolana de noticias Telesur, de la radio del multimedio, LaCatorce10, y algunos programas de producción propia.

## Historia
El canal inició transmisiones el 5 de mayo de 2003 bajo el nombre de TV Libre. En sus principios, contó con figuras como Jorge Lanata, Julia Möller, Julio Toyos, Horacio Buscaglia, entre otros.
El primer cableoperador en incorporar la señal fue el extinto montevideano vía UHF TVC (actual Flow), en el canal 58 de su grilla.
Contaban con 5 ediciones informativas: una a las 07:00, otra a las 12:00, a las 16:30, a las 20:00 y a las 23:30, coordinadas por Raúl Legnani.
Luego del nacimiento de TV Libre, desde el Multimedio Plural se agasajó a los clientes de los prestadores de televisión para abonados del interior del país a que se manifestaran en sus ciudades o enviaran cartas a sus operadores, para pedir por la señal del canal. Las muestras de solidaridad de la población uruguaya para con TV Libre logró que el canal pudiera, según datos de junio de 2004, llegar a más de 100 cables en todo el país, entre empresas de puntos como Ciudad de la Costa, San José, Mercedes, Fray Bentos, Libertad, o la ciudad coloniense de Rosario. Adicionalmente, desde el canal se ofrecieron distintas ventajas para los cableoperadores que incluyeran su señal, como por ejemplo, la recepción de TV Libre de forma completamente gratuita a través del satélite Nahuel Sat.
El 4 de setiembre de 2003, TV Libre sufrió un incendio en sus instalaciones, lo que dejó a la señal más de 28 horas fuera del aire. Al día siguiente, el canal logró reponerse luego del trágico suceso, por lo que, a las 20:00 del 5 de setiembre, la conductora de TV Libre Informa en ese entonces, Sonia Breccia, agradeció junto al gerente general de la empresa el trabajo de los bomberos, y la colaboración de distintas personas con el canal, tales como el comunicador Omar Gutiérrez o el por entonces intendente municipal de Montevideo, Mariano Arana.
El 22 de diciembre de 2011, se concreta la transición de TV Libre a RTV, reafirmándose en la grilla de Flow y presentando nuevos programas y figuras de la talla de Julio Ríos, Hugo Giachino, Rossana Crosta, Rody Silva y Rafael Goncálvez.
El 1 de febrero de 2019 a las 9:00, RTV y el resto de las empresas que conforman el Multimedio La República (Diario La República, LaCatorce10, FM 89.7, imprenta Gráfica Berchesi y la agencia de publicidad Pintelco) se presentaron a concurso de acreedores. En abril del mismo año, asumieron los nuevos propietarios de las empresas anteriormente mencionadas, empezando un período de transición.
En mayo de 2019, el Multimedio La República, dueño de RTV, informó que en junio del mismo año, el canal podría experimentar un cambio programático, dejándolo dedicado totalmente a las noticias, lo que nunca se concretó.
En junio del mismo año, el canal hizo un cese temporal de emisiones durante la Copa América de ese año, volviendo al siguiente mes, con una novedad: ahora RTV transmite en alta definición de forma experimental. También se renovó parte de la parrilla programática, incluyendo aún más producciones de LaCatorce10, y retirando de la pantalla todos los programas originales del canal.

## Programación

### Programas actuales
- Magazine Todos los deportes
- TNT
- Autores en vivo
- Mucho más que turf
- Cada loco con su tema
- La Cinta de los Éxitos
- Latinos
- Cine
- La Mañana de los Chicos
- Sin Rodeos
- Panorama 1410

### Programas anteriores
(sólo se incluyen los programas de la era RTV)
- A Toda Máquina
- RTV Noticias
- Caminos
- RTV + música
- Metidos
- Misceláneas
- Catársis
- Café Versátil
- Zona Verde
- Zoombados
- Cicerone
- Agro Noticias
- Telesur Noticias
- De Tu Lado
- RTV Movie
- Dossier
- 1000 X Hora
- Sacale una Foto
- Diablos del Espectáculo
- El Show de Bentivoglio
- Rumbo al Ascenso TV
- Contacto Total
- Trabajo y utopía
- Contra la raya
- Respirando Fútbol
- MP3 Gira Latina
- Canto de aquí nomás
- Micros informativos RTV
- Uruguay Solidario
- Poné Segunda
- Hoy no es un día cualquiera
- Videoclips musicales
- Documentales de Telesur

## Logotipos

### RTV (Desde 2011)

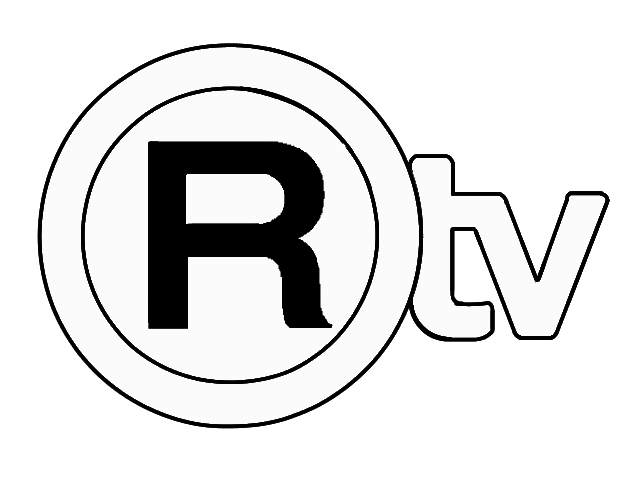
2012-2017